# Marek Kusto
Marek Andrzej Kusto (født 29. april 1954 i Bochnia, Polen) er en tidligere polsk fodboldspiller (angriber) og senere -træner.
Kustos karriere var associeret med tre klubber, Wisła Kraków og Legia Warszawa i hjemlandet, samt KSK Beveren i Belgien. Han nåede over 100 ligakampe for alle tre klubber, og var med til at vinde det belgiske mesterskab med Beveren i 1984.
Kusto spillede desuden 19 kampe og scorede tre mål for det polske landshold. Han repræsenterede sit land ved både VM i 1974 i Vesttyskland, VM i 1978 i Argentina og VM i 1982 i Spanien. Ved 1974- og 1982-slutrunderne vandt polakkerne bronze.
Kusto har efter sit karrierestop været træner, blandt andet for sin gamle klub som aktiv Wisła Kraków, samt for Widzew Łódź.